# Granville Leveson-Gower (3e comte Granville)
Granville George Leveson-Gower, 3e comte Granville (4 mars 1872 - 21 juillet 1939) est un diplomate britannique de la famille Leveson-Gower.

## Carrière
Fils aîné de Granville Leveson-Gower (2e comte Granville), il fait ses études au Collège d'Eton et rejoint le service diplomatique en 1893 comme attaché à Berlin. Il sert au Caire, à Vienne, à La Haye et à Bruxelles, puis est nommé à Berlin avec le grade de conseiller en 1911. En 1913, il est nommé à Paris, à nouveau comme conseiller, et s'installe à Bordeaux lorsque le gouvernement français s'y installe en septembre 1914 alors que l'armée allemande s'approche de la capitale avant la première bataille de la Marne.
Le 1er janvier 1917, il est nommé agent diplomatique auprès du gouvernement provisoire grec d'Elefthérios Venizélos à Salonique peu de temps après, officialisé comme ministre plénipotentiaire.
En juin 1917, le roi Constantin abdique, l'ancien ministre britannique du gouvernement grec, Francis Elliot, s'en va et Granville devient ministre officiel de la Grèce à Athènes. Il est ministre au Danemark 1921-1926, aux Pays-Bas 1926-1928 et ambassadeur en Belgique et au Luxembourg 1928-1933.
Nommé conseiller privé en 1928, le comte Granville participe aux procédures officielles légalisant l'accession du roi Édouard VIII en 1936 et, plus tard cette année-là, son abdication et l'accession du roi George VI.
Il est également Lord-in-waiting en 1895 et de 1905 à 1915.

## Famille
Le 27 septembre 1900, il épouse Nina Ayesha Baring (dont le père, Walter Baring, est également diplomate) mais meurt sans descendance et ses titres passent à son frère William.